# Władysław Hercok
Władysław Hercok (ur. 11 lutego 1895 w Krakowie, zm. 2 lipca 1942 w Tangerhütte) – major żandarmerii Wojska Polskiego w II Rzeczypospolitej.

## Życiorys
Władysław Hercok urodził się 11 lutego 1895 roku w Krakowie. 1 czerwca 1921 roku pełnił służbę w 8 dywizjonie żandarmerii polowej, a jego oddziałem macierzystym był od tego dnia dywizjon żandarmerii wojskowej nr 3 w Kielcach. Po zakończeniu działań wojennych pełnił służbę w 10 dywizjonie żandarmerii w Przemyślu na stanowisku dowódcy plutonu żandarmerii Stryj. 3 maja 1922 roku został zweryfikowany w stopniu kapitana ze starszeństwem z dniem 1 czerwca 1919 roku i 73. lokatą w korpusie oficerów żandarmerii. 7 marca 1924 roku otrzymał przeniesienie z 10 dywizjonu żandarmerii w Przemyślu do Dowództwa Okręgu Korpusu Nr X w Przemyślu na stanowisko szefa Oddziału II Sztabu, a następnie kierownika Referatu Informacyjnego. 15 marca 1924 roku został przeniesiony z korpusu oficerów żandarmerii do korpusu piechoty ze starszeństwem z dniem 1 czerwca 1919 roku i 1739,9 lokatą z równoczesnym wcieleniem do 38 pułku piechoty Strzelców Lwowskich w Przemyślu i pozostawieniem na zajmowanym stanowisku w DOK X. Przeniesienia miały związek z redukcją etatów w żandarmerii, w tym likwidacją plutonu żandarmerii Stryj, którym dowodził. W 1928 roku w dalszym ciągu pełnił służbę w DOK X w Przemyślu. 23 grudnia 1929 roku został przeniesiony z korpusu oficerów piechoty do korpusu oficerów żandarmerii ze starszeństwem z dniem 1 czerwca 1919 roku i 28,6. lokatą z jednoczesnym wcieleniem do 5 dywizjonu żandarmerii w Krakowie. 29 stycznia 1932 roku awansował na majora ze starszeństwem z dniem 1 stycznia 1932 roku i 3. lokatą w korpusie oficerów żandarmerii. W tym czasie był zastępcą dowódcy 5 dywizjonu żandarmerii w Krakowie. W 1937 roku objął dowództwo Morskiego dywizjonu żandarmerii w Gdyni. Na czele dywizjonu walczył w kampanii wrześniowej 1939 roku. Po zakończeniu kampanii przebywał w niemieckiej niewoli, w Oflagu IIA w Prenzlau (numer jeniecki 354). Zmarł 2 lipca 1942 roku w międzynarodowym szpitalu dla jeńców chorych na gruźlicę w Tangerhütte (numer grobu 346).

## Ordery i odznaczenia
- Krzyż Niepodległości (4 lutego 1932)[13][14]
- Krzyż Walecznych[15]
- Srebrny Krzyż Zasługi (16 marca 1928)[16][15]